# Poljice (Republika Serbska)
Poljice (cyr. Пољице) – wieś w Bośni i Hercegowinie, w Republice Serbskiej, w gminie Foča. W 2013 roku liczyła 28 mieszkańców.